# Tour de Georgia
El Tour de Georgia era una carrera ciclista por etapas que se disputaba en Georgia (Estados Unidos) durante el mes de abril de cada año desde el año 2003.
Desde la creación de los Circuitos Continentales UCI en 2005 estuvo encuadrada en la categoría 2.HC (máxima categoría) del UCI America Tour y tenía una duración de seis etapas. Siendo hasta la fecha de su desaparición la carrera más importante de todas las que se celebran profesionalmente en Norteamérica, junto con el Tour de California.
A partir del 2009 dejó de disputarse la carrera.

## Palmarés
| Año  | Ganador             | Segundo              | Tercero            |
| ---- | ------------------- | -------------------- | ------------------ |
| 2003 | Christopher Horner  | Fred Rodríguez       | Nathan O'Neill     |
| 2004 | Lance Armstrong     | Jens Voigt           | Christopher Horner |
| 2005 | Tom Danielson       | Levi Leipheimer      | Floyd Landis       |
| 2006 | Floyd Landis        | Tom Danielson        | Yaroslav Popovych  |
| 2007 | Janez Brajkovič     | Christian Vandevelde | David Cañada       |
| 2008 | Kanstantsín Siutsou | Trent Lowe           | Levi Leipheimer    |

## Otras clasificaciones
| Año  | Puntos            | Montaña            | Jóvenes             |
| ---- | ----------------- | ------------------ | ------------------- |
| 2003 | Fred Rodríguez    | Christopher Horner | Saul Raisin         |
| 2004 | Gordon Fraser     | Jason McCartney    | Kevin Bouchard-Hall |
| 2005 | Gregory Henderson | José Luis Rubiera  | Trent Lowe          |
| 2006 | Fred Rodríguez    | Jason McCartney    | Janez Brajkovič     |
| 2007 | Juan José Haedo   | Ryder Hesjedal     | Janez Brajkovič     |
| 2008 | Gregory Henderson | Jason McCartney    | Trent Lowe          |

## Palmarés por países
| País           | Victorias |
| -------------- | --------- |
| Estados Unidos | 2         |
| Eslovenia      | 1         |
| Bielorrusia    | 1         |